# Wilhelm Zeidler
Wilhelm Albin Zeidler (* 2. April 1841 in Jößnitz; † 18. August 1918 in Oberlosa) war ein deutscher konservativer Politiker.

## Leben und Wirken
Der Sohn von Gottfried Julius Zeidler, Rittergutsbesitzer auf Oberlosa und Mitbesitzer des Ritterguts Röttis erhielt seine erste Schulbildung am Knaben-Instituts des Pfarrers Karl Gottlob Temper in Ruppertsgrün sowie an der Volksschule in Ruppertsgrün. Anschließend besuchte er von 1853 bis 1856 das Gymnasium in Plauen. Im väterlichen Landwirtschaftsbetrieb erhielt er seine landwirtschaftliche Grundbildung, die er 1863/64 an der landwirtschaftlichen Akademie Poppelsdorf und der Universität Bonn vertiefte. Danach wirtschaftete er wieder auf dem elterlichen Gut im Vogtland. 1870 übernahm er das Rittergut Oberlosa, zu dem ein Grundbesitz von 355 Hektar Land gehörte, von seinem Vater und bewirtschaftete es anschließend selbst.
In einer Nachwahl für den verstorbenen Abgeordneten Karl Friedrich Adler wurde Zeidler am 15. November 1883 im 44. ländlichen Wahlbezirk in der II. Kammer des Sächsischen Landtags gewählt, der er bis 1909 ununterbrochen angehörte. Von Juni 1898 bis Juni 1903 vertrat er zusätzlich den 23. sächsischen Wahlkreis (Plauen) im Reichstag.
Zeidler war seit 1880 Vorsitzender des Landwirtschaftlichen Vereins von Oberlosa. Er war Mitglied der Genossenschaftsversammlung der land- und forstwirtschaftlichen Berufsgenossenschaft und seit 1905 stellvertretendes Mitglied des Eisenbahnrates. Von 1906 bis 1917 war er zudem ordentliches Mitglied des Landeskulturrats und im gleichen Zeitraum Vorsitzender des Landwirtschaftlichen Kreisvereins des Vogtlands.